# Text Encoding Initiative
Text Encoding Initiative (TEI) er et konsortium af institutioner og forskningsprojekter, der samarbejder om at udvikle og vedligeholde en standard for repræsentation af tekster i digital form. Det væsentligste resultat fra TEI er den semantiske katalogisering af tekst-elementer, ligeledes konform til XML markup language. Siden 1994 har disse retningslinjer i vidt omfang været brugt som standard.

## Kort eksempel
```
s = sætning ; cl = udsagn 
```

```
<s>

  
<cl>
It
 
was
 
about
 
the
 
beginning
 
of
 
September,
 
1664,

  
<cl>
that
 
I,
 
among
 
the
 
rest
 
of
 
my
 
neighbours,

       
heard
 
in
 
ordinary
 
discourse

   
<cl>
that
 
the
 
plague
 
was
 
returned
 
again
 
to
 
Holland;
 
</cl>

   
</cl>

  
</cl>

  
<cl>
for
 
it
 
had
 
been
 
very
 
violent
 
there,
 
and
 
particularly
 
at

     
Amsterdam
 
and
 
Rotterdam,
 
in
 
the
 
year
 
1663,
 
</cl>

  
<cl>
whither,
 
<cl>
they
 
say,
</cl>
 
it
 
was
 
brought,

  
<cl>
some
 
said
</cl>
 
from
 
Italy,
 
others
 
from
 
the
 
Levant,
 
among
 
some
 
goods

  
<cl>
which
 
were
 
brought
 
home
 
by
 
their
 
Turkey
 
fleet;
</cl>

  
</cl>

  
<cl>
others
 
said
 
it
 
was
 
brought
 
from
 
Candia;

     
others
 
from
 
Cyprus.
 
</cl>

 
</s>

 
<s>

  
<cl>
It
 
mattered
 
not
 
<cl>
from
 
whence
 
it
 
came;
</cl>

  
</cl>

  
<cl>
but
 
all
 
agreed
 
<cl>
it
 
was
 
come
 
into
 
Holland
 
again.
</cl>

  
</cl>

 
</s>

```

Der er henved 500 tags, som dog ikke allesammen er målrettet at direkte præsentere semantiske tekstelementer.

## Ekstern henvisning
- The Text Encoding Initiative

| Programmering | Spire Denne artikel om datalogi eller et datalogi-relateret emne er en spire som bør udbygges. Du er velkommen til at hjælpe Wikipedia ved at udvide den. |